# Haim Hazan
Haim Hazan (in ebraico חיים חזן‎?; 20 gennaio 1937 – 21 febbraio 1994) è stato un cestista e allenatore di pallacanestro israeliano.

## Carriera
Con Israele ha partecipato a quattro edizioni dei Campionati europei (1959, 1961, 1963, 1965).

## Palmarès
- Campionato israeliano: 4

Hapoel Tel Aviv: 1959-60, 1960-61, 1964-65, 1965-66
- Coppa di Israele: 1

Hapoel Tel Aviv: 1961-62